# San Marcos, Metlatónoc
San Marcos är en ort i Mexiko.   Den ligger i kommunen Metlatónoc och delstaten Guerrero, i den sydöstra delen av landet, 260 km söder om huvudstaden Mexico City. San Marcos ligger 1 689 meter över havet och antalet invånare är 347.
Terrängen runt San Marcos är kuperad åt sydväst, men åt nordost är den bergig. Terrängen runt San Marcos sluttar söderut. Runt San Marcos är det ganska tätbefolkat, med 65 invånare per kvadratkilometer. Närmaste större samhälle är Malinaltepec, 15,6 km nordväst om San Marcos. I omgivningarna runt San Marcos växer huvudsakligen savannskog.